# Percance
Percance es una banda costarricense cuya música hace referencia a la fiesta y ritmos latinos. La banda estuvo  compuesta por 9 integrantes en sus inicios, cada uno con  su respectivo instrumento: Esteban Ramírez (voz), Maurizio Luconi (bajo), Sebastián Vargas (guitarra), Felipe Ortiz (trompeta), Adrián Somarribas (trombón), Felipe Sandoval (trompeta), Marcos Novoa (batería), Edgar Brenes (teclados), Donny Rivas (percusión), experimentando con diferentes estilos musicales, pasando por el ska, la salsa, el merengue, el reggae y el rock, que al mezclarlos dan como resultado Rock Latino Fusión.
Algunos de los integrantes de la banda se han separado y en  2019  la banda pasa a tener 7 integrantes, Esteban Ramírez (voz), Maurizio Luconi (bajo), Sebastián Vargas (guitarra), Felipe Ortiz (trompeta), Felipe Sandoval (trompeta), Marcos Novoa (batería) y Donny Rivas (percusión).

## Biografía
Lanzando en el 2007 el EP titulado "Soñar es gratis", lograron alcanzar una gran base de seguidores en la escena ska costarricense. De este primer trabajo musical se desprenden los sencillos, Sin Pensarlo, Me lo tomo todo y No vuelvas, cada uno con su respectivo videoclip, con los cuales en el 2007 ganaron el premio “Mejor Videoclip Ska” de los Premios Los de la casa, del canal musical VMLatino, principal canal de videos musicales en Costa Rica. En 2008 ganan un premio en la Categoría Nacional América de la tercera edición de los Premios 40 Principales de España, como Mejor artista Costa Rica. Reflejando el apoyo de su público.
Durante el 2009 entran en una etapa de conciertos y de composición para lo que sería el segundo trabajo discográfico de la banda, el cual vería la luz en el 2010. El lanzamiento de ¿Dónde iré a parar? se llevó a cabo en la Plaza de la Democracia de San José, Costa Rica, este fue grabado en Costa Rica bajo la producción de Alberto Ortíz, mezclado en Miami por Boris Milán y masterizado en Memphis, Tennessee por Brad Blackwood en Euphonicmasters. Este trabajo trae consigo nueve canciones, donde se plasman historias de la cotidianidad de jóvenes como los integrantes de la banda, entre los cuales destacan Gira el mundo, ¿Dónde iré a parar? y El tiempo, éxitos con los cuales alcanzan las primeras posiciones de las principales listas del país.
Al ver el impacto que tiene la banda ante la juventud, la Organización de Naciones Unidas para la Agricultura y la Alimentación (FAO) decide designar a Percance como voceros oficiales en Costa Rica. Debido al trabajo en múltiples campañas reciben un reconocimiento especial, como agradecimiento por el aporte a la lucha contra el hambre en el mundo.
Para finales del 2010, con el videoclip del sencillo ¿Dónde iré a parar? se convierten en la primera banda de su país, en alcanzar el primer lugar dentro de Los 10 + pedidos de MTV Latinoamérica (Centro), algo nunca antes logrado por una banda costarricense. Además de esto, son galardonados nuevamente en España en los Premios 40 Principales, como Mejor artista de Costa Rica.
Durante el 2011, Percance realiza una extensa gira nacional nunca antes lograda por una banda de Costa Rica, donde se llevan a cabo más de 90 conciertos en las principales ciudades y colegio, eso hizo que ganaran tres premios por parte de la Asociación de Compositores y Autores Musicales de Costa Rica, como “Mejor banda nacional”, “Mejor artista ska” y “Artista con mayor proyección internacional”. En enero comparten tarima frente más de 6.000 personas con la banda colombiana Doctor Krápula, la cual es hoy en día una de las bandas más emblemáticas de Latinoamérica, y con la banda argentina Los Calzones Rotos frente a más de 20.000 personas.
Durante el 2012, lleva su música a Guatemala, Honduras, Panamá, Colombia y México. Mientras eso sucedía se encontraban componiendo un nuevo álbum que sería lanzado a nivel latinoamericano para el 2013, y en promoción de la Edición Especial de ¿Dónde iré a parar?, de donde se extrae el tema Un solo sentimiento, dedicado a el buen rendimiento por parte de Costa Rica en los deportes, la ciencia y las artes.
Debido al trabajo social a favor de la paz que elabora Percance, la Fuerza Pública (Fuerzas policiales) los nombra “Embajadores de paz de la nación”, que en conjunto con las demás labores sociales conllevan a que el presidente costarricense los nombre “Un ejemplo de conciencia social”.
El 30 de noviembre de 2012, Percance es invitado a tocar en la gala de los Premios 40 Principales América, convirtiéndose en la primera banda costarricense en tocar en una entrega de premios internacional, donde además resultan ganadores del premio "Mejor Arista Zona Centro", de Centroamérica.
A principios del 2013 anuncian que para agosto o septiembre del mismo año estarían componiendo un nuevo disco, llamado "Contra el viento" por lo cual se dedicarían a la composición y preparación de este último material que además fue la primera vez que trabajarían con un productor internacional, Sebastián Krys. se encontraban en este proceso con algunas excepciones de conciertos fuera de San José, el Rockfest 2013 y un par de giras internacionales a Colombia y México. Después de ello hacen varios otros conciertos y lanzamientos, como "La Banda Mas Fiestera" junto con Los Auténticos Decadentes, sin olvidar claro, el álbum Contra el Viento, lanzado en 2014.
Después de todos estos acontecimientos se da un concierto en el 2022 y después de 2 años de "inactividad" la banda anuncia un nuevo sencillo junto a Kchiporros "Me Enamoré" en noviembre de 2023. Luego deciden anunciar un nuevo concierto en México, en el Lunario del Auditorio Nacional para un 27 de abril del 2024. Unos días después la banda anuncia que Esteban Ramírez (voz) y Felipe Sandoval (trompeta) abandonarían la banda para enfocarse al 100 en la música y mudarse a México, dando con ello fin a esta banda, tras 18 años de trayectoria. Se anunciaría una fecha para concierto de despedida en el Teatro Mélico Salazar, con el fin de dar una despedida a todos sus fans en Costa Rica, y luego anunciarían una nueva fecha, ya que la primera se vendió completamente, estos conciertos de dieron el 23 y 24 de marzo del 2024 y además se daría a conocer un nuevo concierto, abriendo a la banda Elefante en CDMX

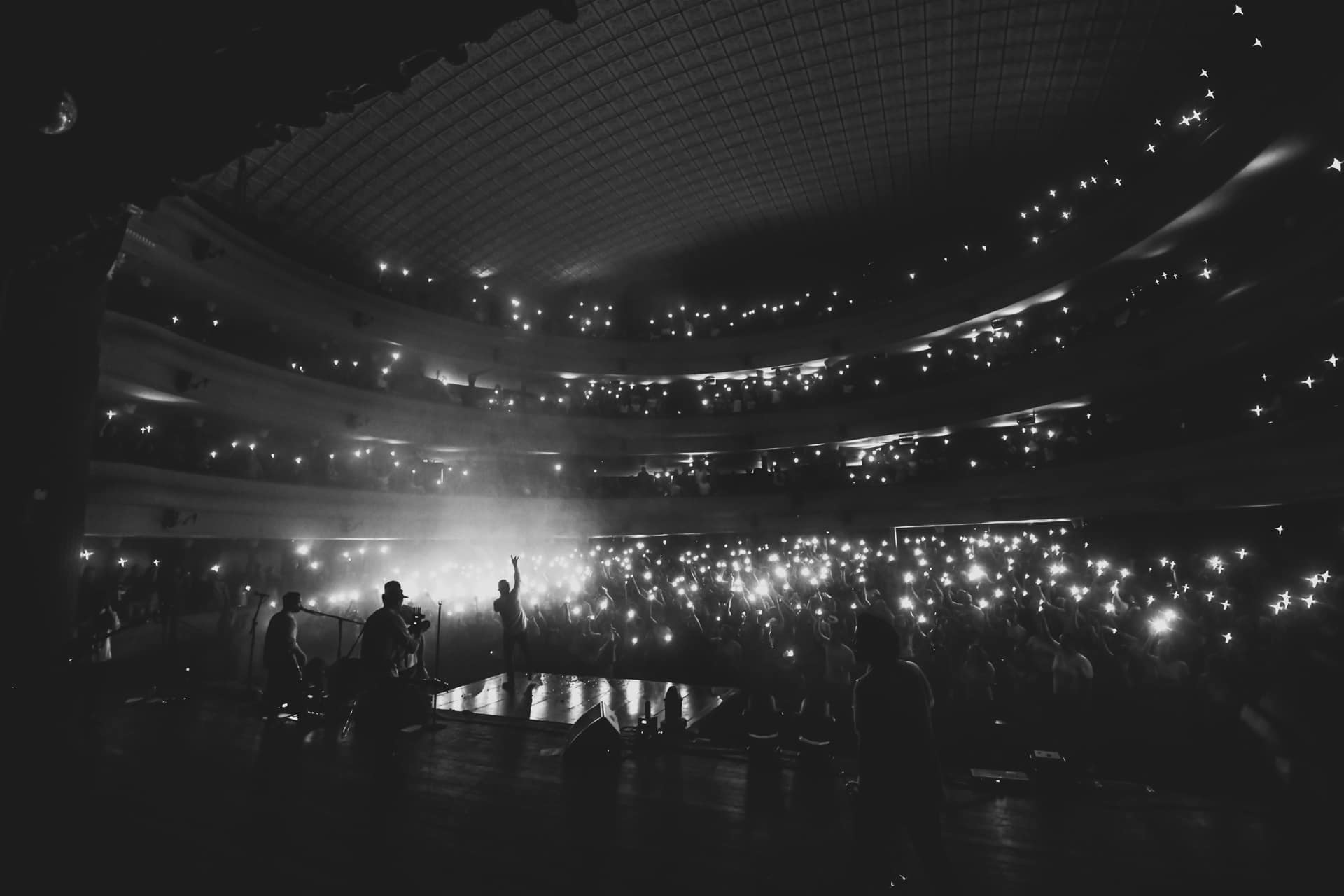
Ultimo concierto de la banda Percance en Costa Rica, previo a mudarse a México

## Discografía
Álbumes de estudio
- 2007: Soñar es gratis
- 2009: Soñar es gratis (Deluxe)
- 2010: ¿Dónde iré a parar?
- 2014: Contra el viento
- 2016: 10 años vivos

## Premios y nominaciones
| Año  | Premio/Reconocimiento          | Categoría                                     | Estado                  |
| ---- | ------------------------------ | --------------------------------------------- | ----------------------- |
| 2008 | Los de La Casa (VM Latino)     | Video Ska del Año (Sin pensarlo)              | Ganador                 |
| 2008 | Premios 40 Principales         | Mejor Artista Costa Rica                      | Ganador                 |
| 2009 | Los de La Casa (VM Latino)     | Video Latino del Año (Me lo Tomo Todo)        | Nominado                |
| 2010 | FAO/1billionhungry             | Por Lucha contra el Hambre                    | Reconocimiento Especial |
| 2010 | Premios 40 Principales         | Mejor Artista Costa Rica                      | Ganador                 |
| 2011 | Premios ACAM                   | Artista con mayor proyección internacional    | Ganador                 |
| 2011 | Premios ACAM                   | Compositor/Autor del Año (Ska)                | Ganador                 |
| 2011 | Premios ACAM                   | Canción del Año                               | Nominado                |
| 2011 | Premios ACAM                   | Artista del Año                               | Ganador                 |
| 2012 | Fuerza Pública CR              | Embajadores de Paz                            | Reconocimiento Especial |
| 2012 | Premios 40 Principales América | Mejor Artista o Grupo Revelación, Zona Centro | Ganador                 |